# 口頭弁論
口頭弁論（こうとうべんろん）は、裁判における審理手続の一部であり、双方の当事者または訴訟代理人が、公開の法廷において裁判官の面前で争点に関して互いに意見や主張を述べて攻撃防御の主張を行う訴訟行為をいう。

## 欧州連合
EU法を司る欧州連合司法裁判所 (略称: CJEU、司法裁判所と一般裁判所の総称) では口頭弁論の審理手続を定めている。CJEUではEUの公用語 (2025年1月時点で24言語) のうちのいずれかが直接訴訟の審理開始前に選択される。原告側および被告 (人) 側だけでなく、仲裁に入る者も含め、選択された言語を用いる必要がある。ただしCJEUの作業言語はフランス語であり、判決文の言い渡しなどはフランス語のみが用いられる。このような背景から、発言の正確性を重視した逐語的な翻訳が求められ、特に口頭弁論ではCJEUの翻訳担当官 (英: the Interpretation Directorate) が訴訟当事者と裁判官の間を翻訳で円滑につなぐ役割を担っている。

## 日本

### 民事訴訟
日本国憲法第82条1項が定める裁判の公開の原則を実効的なものとするため、民事訴訟法は口頭主義を採用しており、同法第87条第1項本文は、判決で終局する争訟は口頭弁論を経なければならないと定める（必要的口頭弁論）。
決定で終結する事件は口頭弁論を開催するかどうかは裁判所の裁量（任意的口頭弁論）に任せられ、必ずしも口頭弁論は開かれない。
口頭弁論においては、理念的には、口頭主義の要請からその字義どおり口頭で弁論を行うことが想定されている。しかし、現実には複雑な争点について口頭のみで訴訟活動を行うことは困難であるため、口頭弁論期日に先立って準備書面を提出することで口頭弁論を準備することが定められている（民訴法罤161条第1項）。必要的口頭弁論の原則からは、準備書面の内容を口頭弁論期日において改めて陳述する必要があることになるが、実務的には準備書面の内容を逐一読み上げることはせず、当事者（代理人含む）が単に「陳述します」と一言述べることで陳述したものとして扱う運用が定着している。
口頭弁論期日を設けても、実際にはその日には他に何もせず裁判官による判決言渡しのみを行うこともある（民事訴訟法251条1項）。
口頭弁論期日だけの続行では審理が遅延するため、現在の民事訴訟法では、準備的口頭弁論、弁論準備手続、書面による準備手続を創設し、争点整理に活用することにした。弁論準備手続は旧民事訴訟法で明文規定がないまま実施されていた弁論兼和解を正式の準備手続として明確にした手続である。

#### 最高裁判所における口頭弁論
最高裁判所では民事訴訟法第319条により、上告を棄却する際には、口頭弁論を経ないで棄却することができる。一方で、原審破棄をする場合は、原則として口頭弁論を開かなければならない。
口頭弁論を経た上で上告を棄却することも可能だが、最高裁判所は大量の上告案件を抱えており、小法廷では上告棄却をする際には口頭弁論を経ない手法を用いて、手間を減らす方針を取っている。そのため、最高裁判所小法廷で口頭弁論を開くか開かないかで、判決の結果が事前に判明することになると指摘されている。もっとも、口頭弁論を開いた上で上告棄却判決をする事例があることは事実であり、そのような理解は誤解であるとも指摘されている。

#### 口頭弁論の基本原則
公開主義
- 定義: 国民の傍聴し得る状態で審理・判決を行うという原則
- 趣旨: 裁判の公正確保、国民の信頼確保

双方審尋主義
- 定義: 当事者の双方が、それぞれ主張を述べる機会を平等に保障されなければならないという建前
- 趣旨: 平等権（憲法14条）、裁判を受ける権利（憲法32条）の実質的保障

直接主義
- 定義: 弁論・証拠調べが、判決を行う裁判官によって行われねばならないという建前
- 趣旨: 弁論・証拠調べを直接見聞した裁判官の判決による、実体的真実発見

口頭主義
- 定義: 弁論・証拠調べを口頭で行うべきとする建前
- 趣旨: 鮮烈な印象・適宜の釈明の機会の付与による、実体的真実発見。裁判官の心証形成

継続審理主義
- 定義: ある事件の弁論・証拠調べを継続的に行った後、ほかの事件の審理に移るという審理方式
- 趣旨: 効率的かつ真実に合致した判決の実現

### 刑事訴訟
刑事訴訟法では第43条（判決・決定・命令）、第349条の2（執行猶予取消し請求に対する決定）で「口頭弁論」という用語が用いられており、第43条では1項で「判決は、この法律に特別の定のある場合を除いては、口頭弁論に基いてこれをしなければならない。」、2項で「決定又は命令は、口頭弁論に基いてこれをすることを要しない。」とそれぞれ規定されている。最高裁は刑事訴訟で原審の判断を支持し、上告棄却の判決を言い渡す場合、口頭弁論を開かずに判決期日のみを通知することが慣例となっている。これは刑事訴訟法第408条の規定により、控訴審判決を変更しない場合は口頭弁論を開く必要はないと解釈されているためである。一方で最高裁が口頭弁論を開いた場合、控訴審の結論が変更される場合がほとんどであるとされるが、国立市主婦殺害事件の上告審（死刑とした第一審判決を破棄して無期懲役を言い渡した控訴審判決に対し、検察官が上告していた事件）では、検察官と弁護人双方による口頭弁論が行われたものの、最終的には上告棄却の判決が言い渡され、無期懲役が確定している（なお、控訴審の無期懲役判決に対し、検察官が上告した場合、次段落にいう死刑事件の場合と同様に必ず口頭弁論を開くのが慣行であるとする文献もあるが、実例からは必ずしも確認されない。）。
ただし原審（控訴審判決）が死刑だった事件の場合、最高裁は原審の判断を破棄するか否かに関係なく、必ず判決前に口頭弁論を開き、それから程なくして判決言い渡しの期日が指定されるのが通例とされている。このように最高裁が死刑事件に限り例外的に口頭弁論を必ず開く理由は、被告人側から十分な主張を聞くためであるとされており、この慣例は1987年（昭和62年）時点から遡って約30年前から存在しているものと報じられている。最高裁は1955年（昭和30年）以前は、死刑事件でも適法な上告理由がなければ弁論を開かずに上告棄却の判決を言い渡していたが、三鷹事件や帝銀事件で無罪を主張しながら死刑判決を言い渡されていた被告人（竹内景助・平沢貞通）に対し、弁論を開くことなく上告棄却の判決を言い渡し、彼らの死刑を確定させたことを問題視する声が上がった。同年12月6日、最高裁第三小法廷（島保・河村又介・小林俊三・本村善太郎・垂水克己の5裁判官）は死刑事件3件について口頭弁論を開いたが、これらの事件は三鷹・帝銀の両事件とは異なり、法律面でも事実面でも重要な争点がないと言われていた事件であり、そのような事件でも同小法廷が口頭弁論を開く措置を取ったことについて、『読売新聞』は最高裁が今後、死刑事件については上告理由の内容に関係なく、必ず弁論を行った上で判決を言い渡すという新たな方針を打ち出したものとして注目されていると報じた。一方で1987年時点では弁論から1、2か月後に判決が言い渡されていることから、口頭弁論が開かれるのは「死刑確定間近」のサインとみられていた。